# Déclinaisons en latin
Pour un article plus général, voir Latin#Grammaire.
Les déclinaisons latines sont au nombre de cinq et disposent chacune de six cas principaux (nominatif, vocatif, accusatif, génitif, datif et ablatif). Un septième cas archaïque, le locatif, subsiste aussi pour de rares noms de villes et de petites îles. 
Dans un dictionnaire latin, pour un nom donné sont indiqués son nominatif singulier, son génitif singulier, puis son genre (féminin, masculin ou neutre). Par exemple : rosă, rosæ, f. Le génitif singulier du nom détermine à quelle déclinaison il appartient :
- -æ : (1re) déclinaison en -æ
- -ī : (2e) déclinaison en -ī
- -is : (3e) déclinaison en -is
- -ūs : (4e) déclinaison en -ūs
- -eī : (5e) déclinaison en -eī

Certaines désinences sont communes aux cinq déclinaisons :
- -ă au nominatif, au vocatif et à l'accusatif pluriel des termes neutres ;
- -m à l'accusatif singulier (sauf aux termes neutres : noms des 3e et 4e déclinaisons et adjectifs de la 2e classe) ;
- -um au génitif pluriel, de façon constante ;
- -s à l'accusatif (sauf aux termes neutres : noms des 3e et 4e déclinaisons et adjectifs), au datif et à l'ablatif pluriels.

Les adjectifs se déclinent comme les noms : dans la phrase, ils prennent le cas du nom qu'ils déterminent ou qualifient.
Les adjectifs qualificatifs sont répartis en deux classes. La première classe correspond aux première (féminin) et deuxième déclinaisons (masculin et neutre) du nom, la seconde classe à la troisième déclinaison du nom (avec quelques spécificités).
Les adjectifs déterminants (démonstratifs, indéfinis, interrogatifs) et les adjectifs pronominaux ont des déclinaisons propres.
Les pronoms (personnels, démonstratifs, indéfinis, interrogatifs) se déclinent. Dans la phrase, ils prennent le cas des noms qu'ils remplacent. Ils ont des déclinaisons propres.

## Déclinaison des noms

### 1redéclinaison (-æ)
- Noms féminins (en majorité) et masculins (en minorité)
  - Modèle : rosa, rosæ, f. (rose)

| Cas       | Singulier | Pluriel |
| --------- | --------- | ------- |
| Nominatif | rosa      | rosæ    |
| Vocatif   | rosa      | rosæ    |
| Accusatif | rosam     | rosās   |
| Génitif   | rosæ      | rosārum |
| Datif     | rosæ      | rosīs   |
| Ablatif   | rosā      | rosīs   |

Exemples :
- - Rosam amāmus. = Nous aimons la rose.
  - Rosās amāmus. = Nous aimons les roses.
  - curriculum vitæ  = déroulement de la vie
    - curriculum, curriculi, n. = course ; circuit ;  cours
    - vita, vitæ, f. = existence ; vie pratique

  - lapsus linguæ = trébuchement de la langue
    - lapsŭs, lapsūs = chute ; erreur
    - linguă, linguæ = langue ; parole

  - ad vitam æternam =  jusqu'à la fin des temps
    - ad (+ accusatif) = vers
    - æternus, æternă, æternum = éternel

  - ex cathedrā = du haut de la chaire ; avec autorité, avec solennité
    - ex (+ ablatif) = de/à partir de/depuis
    - cathedră, cathedræ, f. = fauteuil ; chaire ; siège épiscopal

  - pro formā = selon la forme
    - pro (+ ablatif) =  devant ; pour ; selon
    - formă, formæ, f. = forme

Remarques :
- Le genre masculin, relativement rare, concerne surtout des noms caractérisant une occupation ou un métier vraisemblablement masculins à l'époque romaine. Exemples : poēta, -æ (poète) ; pīrāta, -æ (pirate) ; scrība, -æ (scribe) ; nauta, -æ (marin), etc. Il n'y a aucun nom neutre[2].
- Dans la langue classique, le nominatif singulier ne se distingue de l'ablatif singulier que par la longueur de la voyelle (respectivement -a bref et -ā long, ce dernier provenant d'un -ad primitif).
- Le datif et l'ablatif pluriels étaient à l'origine en -ābus. Forme conservée pour dea (déesse) et fīlia (fille) qui font deābus et fīliābus, pour éviter la confusion avec les datif et ablatif pluriels de deus (dieu) et fīlius (fils) (2e déclinaison), en particulier dans des expressions comme fīliīs et fīliābus et deīs et deābus[2].
- Le génitif singulier était à l'origine en -ās. Forme conservée dans l'expression pater familiās ou paterfamiliās (père de famille)[2].
- Des mots d'origine grecque en -as ou -es au nominatif singulier conservant du grec leur nominatif et forment donc leur vocatif en -ā. Exemple : Ænēas, Ænēā, Ænēam, Ænēæ, Æneæ, Ænea (Énée).

### 2edéclinaison (-i)
- Noms masculins, neutres et féminins (en minorité).
  - Modèle : dominus, dominī, m. (maître, au sens de l'homme qui dirige)
  - Modèle : ăgĕr, ăgrī, m. (champ, terre à labourer) ; sur ce modèle se déclinent la plupart des noms finissant en -er, dont le dernier e tombe aux cas autres que le nominatif et le vocatif singuliers
  - Modèle : puĕr, puĕrī, m. (enfant), semblable à ăgĕr, à ceci près que le dernier e est conservé à tous les cas ; sur ce modèle se déclinent gĕnĕr (gendre), socĕr (beau-père), vĕspĕr (soir), lībĕrī (enfants, un pluriel qui n'a pas de singulier) et aussi vir, virī, m. (homme, au sens de mâle)
- Noms neutres
  - Modèle : templum, templī, n. (temple)

|           | dominus, ī, m. | dominus, ī, m. | ăgĕr, ī, m. | ăgĕr, ī, m. | puĕr, ī, m. | puĕr, ī, m. | templum, ī, n. | templum, ī, n. |
| Cas       | Singulier      | Pluriel        | Singulier   | Pluriel     | Singulier   | Pluriel     | Singulier      | Pluriel        |
| Nominatif | dominus        | dominī         | ăgĕr        | ăgrī        | puĕr        | puĕrī       | templum        | templa         |
| Vocatif   | dominĕ         | dominī         | ăgĕr        | ăgrī        | puĕr        | puĕrī       | templum        | templă         |
| Accusatif | dominum        | dominōs        | ăgrum       | ăgrōs       | puĕrum      | puĕrōs      | templum        | templă         |
| Génitif   | dominī         | dominōrum      | ăgrī        | ăgrōrum     | puĕrī       | puĕrōrum    | templī         | templōrum      |
| Datif     | dominō         | dominīs        | ăgrō        | ăgrīs       | puĕrō       | puĕrīs      | templō         | templīs        |
| Ablatif   | dominō         | dominīs        | ăgrō        | ăgrīs       | puerō       | puerīs      | templō         | templīs        |

Exemples :
- Dominus sevērus est. = Le maître de maison est sévère.
- Rōma puerōs Lutetiae fascinat. = Rome fascine les enfants de Lutèce.
- intra muros = dans les murs
  - intra (+ accusatif) =  à l'intérieur de
  - murus, muri, m. = mur
- ab initio = depuis le début
  - ab (+ ablatif) = depuis
  - initium, initii, n. = début, commencement
- imperium in imperio = État dans l'État
  - in (+ ablatif) = dans (lieu où l'on est)
  - imperium, imperii, n. = règne, empire, état/État, pays, nation
- Iesus Nazarenus Rex Iudæorum (INRI) = Jésus le Nazaréen, Roi des Juifs
  - Nazarenus, Nazarenă, Nazarenum = de Nazareth, Nazaréen
  - rex, regis, m. = roi
  - Judaeus, i, m. = Juif

Remarques :
- Les terminaisons en -us et -um étaient à l'origine en -os et -om. Ces formes anciennes se rencontrent parfois quand la terminaison est précédée de -u-/-v- (exemple servos au lieu de servus (esclave)).
- Les noms en -us sont majoritairement masculins avec comme exception notable les noms d'arbres (fagus, ulmus, etc.) qui sont féminins.
- Quelques rares mots neutres ont un nominatif singulier en -us[3]. Leurs vocatif et accusatif singuliers sont identiques au nominatif ; ils n'ont pas de pluriel. Ainsi, vīrus, vīrī, n. (le poison) formes : vīrus, vīrus, vīrus, vīrī, vīrō, vīrō ; pelagus, -ī, n. (la mer, mot grec) et vulgus, -i, n. (la foule) se déclinent sur ce modèle.
- Des mots d'origine grecque en -eus au nominatif singulier suivent la 2e déclinaison, mais forment leur vocatif singulier en -eu. Exemple : Orphēus, Orphēū, Orphēum, Orphēī, Orphēō, Orphēō (Orphée).
- Le vocatif singulier de fīlius (fils) et de certains noms propres en -ĭus se contracte en -ī au lieu de -ie (fīlī).
- Le génitif singulier des mots en -ĭus ou -ĭum peut se contracter en -ī au lieu de -iī (ingenī au lieu de ingeniī).
- deus (dieu) admet une déclinaison alternative transformant le e de son radical en i devant une désinence commençant par i (et peut aussi simplifier iī en ī) : diī ou dī au lieu de deī, diīs ou dīs au lieu de deīs. De plus, il n'admet pas de vocatif singulier (on s'adresse à un dieu par son nom), même si le vocatif singulier Deus a été formé pour l'usage liturgique chrétien.
- Les noms de villes ou de petites îles appartenant aux 1re et 2e déclinaisons et étant du singulier ont un locatif, semblable au génitif. Ainsi, Rōma forme Rōmae, Lugdunum forme Lugdunī. En revanche, Athēnae, ārum f. pl. n'admet pas de locatif. Quelques noms communs admettent un locatif : humus (terre, en tant qu'élément), bellum (guerre), mīlitia (armée), vesper (soir)[4].

### 3edéclinaison (-is)
La 3e déclinaison comprend deux groupes : les parisyllabiques (génitif pluriel en -ium), dont les nombres de syllabes au nominatif singulier et au génitif singulier sont les mêmes, et les imparisyllabiques (génitif pluriel en -um), pour lesquels ces nombres de syllabes sont différents. Cependant, il existe des faux imparisyllabiques, anciens parisyllabiques dont la dernière voyelle est tombée au nominatif singulier (ce sont les mots masculins ou féminins dont le radical du génitif se termine par deux consonnes, et les mots neutres finissant en -al et -ar), et des faux parisyllabiques (6 mots irréguliers). Dans tous les modèles, nominatif singulier et vocatif singulier sont identiques. Pour les mots neutres, ils sont en plus identiques à l'accusatif singulier. Tous les autres cas se construisent sur le radical du génitif singulier.
- Parisyllabiques masculins et féminins
  - Modèle : cīvis, cīvis, m. (citoyen)
- Parisyllabiques neutres
  - Modèle : mare, maris, n. (mer)
- Imparisyllabiques masculins et féminins
  - Modèle : consul, consulis, m. (consul)
- Imparisyllabiques neutres
  - Modèle : corpus, corporis, n. (corps)
- Faux parisyllabiques masculins et féminins
  - Modèle : pater, patris, m. (père) (sur ce modèle semblable à cōnsul se déclinent : māter/mātris (mère), frāter/frātris (frère), jūvenis/jūvenis (jeune homme), senex/senis (vieillard) et canis/canis (chien))
- Faux imparisyllabiques masculins et féminins
  - Modèle : urbs, urbis, f. (ville) (modèle semblable à cīvis)
- Faux imparisyllabiques neutres
  - Modèle : animal, animālis, n. (animal) (modèle semblable à mare)
- Parisyllabiques en i (désinence comprenant au singulier un i à l'accusatif -im et à l'ablatif -ī)
  - Modèle : febris, febris, f. (fièvre) (sur ce modèle se déclinent seulement quelques mots : puppis, f. (poupe), secūris, f. (hache), sitis, f. (soif), turris, f (tour), tussis, f. (toux))
- Il existe aussi un mot irrégulier ne possédant pas de génitif et de datif singulier mais ressemblant à la 3e déclinaison : Vīs, - f. : la force, la violence.

| Nombre    | Cas       | cīvis   | mare    | consul     | corpus     | pater    | urbs    | animal     | febris   | vīs     |
| --------- | --------- | ------- | ------- | ---------- | ---------- | -------- | ------- | ---------- | -------- | ------- |
| Singulier | Nominatif | cīvis   | mare    | consul     | corpus     | pater    | urbs    | animal     | febris   | vīs     |
| Singulier | Vocatif   | cīvis   | mare    | consul     | corpus     | pater    | urbs    | animal     | febris   | vis     |
| Singulier | Accusatif | cīvem   | mare    | consulem   | corpus     | patrem   | urbem   | animal     | febrim   | vim     |
| Singulier | Génitif   | cīvis   | maris   | consulis   | corporis   | patris   | urbis   | animālis   | febris   | -       |
| Singulier | Datif     | cīvī    | marī    | consulī    | corporī    | patrī    | urbī    | animālī    | febrī    | -       |
| Singulier | Ablatif   | cīve    | marī    | consule    | corpore    | patre    | urbe    | animālī    | febrī    | vī      |
| Pluriel   | Nominatif | cīvēs   | maria   | consulēs   | corpora    | patrēs   | urbēs   | animālia   | febrēs   | vīrēs   |
| Pluriel   | Vocatif   | cīvēs   | maria   | consulēs   | corpora    | patrēs   | urbēs   | animālia   | febrēs   | vīrēs   |
| Pluriel   | Accusatif | cīvēs   | maria   | consulēs   | corpora    | patrēs   | urbēs   | animālia   | febrēs   | vīrēs   |
| Pluriel   | Génitif   | cīvium  | marium  | consulum   | corporum   | patrum   | urbium  | animālium  | febrium  | vīrium  |
| Pluriel   | Datif     | cīvibus | maribus | consulibus | corporibus | patribus | urbibus | animālibus | febribus | vīribus |
| Pluriel   | Ablatif   | cīvibus | maribus | consulibus | corporibus | patribus | urbibus | animālibus | febribus | vīribus |

Exemples :
- Tarenta et Syracusa optimae urbes sunt  = Tarente et Syracuse sont les meilleures villes.
- Ad hominem = Contre la personne.
  - ad (+ accusatif) = vers
  - homo, hominis, m. = personne
- Post mortem = Après la mort
  - post (+ accusatif) =  après
  - mors, mortis, f. = mort
- Ab imo pectore = Du fond du cœur.
  - ab (+ ablatif) = depuis
  - imum, imi, n. = fond
  - pectŭs, pectoris, n. = la poitrine
- Anima sana in corpore sano = Un esprit sain dans un corps sain.
  - animă, animæ, f. = souffle ; esprit
  - sanus, sană, sanum = sain
  - in (+ ablatif) = dans (lieu où l'on est)

Remarques :
- vīs (force), qui suit le modèle de febris, est quasiment régulier : le génitif et le datif singulier n'existent pas, le pluriel se forme régulièrement sur un radical parisyllabique vīr- : vīrēs, vīrēs, vīrēs, vīrium, vīribus, vīribus
- bōs, bovis, m ou f (bœuf ou vache) présente des formes contractées au génitif pluriel (boum) et aux datif et ablatif pluriels (bobus ou bubus).
- sūs, sūis, m ou f (porc ou truie) présente une forme contracte aux datif et ablatif pluriels (sūbus), à côté de la forme régulière sūibus.
- poēma, poēmatis, n (poème) se décline comme corpus, mais au pluriel il peut aussi suivre la 2e déclinaison (templum).
- jecur, jecinoris, n (foie), qui n'a pas de pluriel, peut se contracter au génitif (jecoris) et présente des formes régulières sur le modèle de corpus, des formes irrégulières à l'accusatif (jecora), au génitif (jocineris), au datif (jocinerī) et à l'ablatif (jocinere).
- Tous les faux imparisyllabiques ont deux consonnes succinctes au nominatif et au génitif, ce qui permet de les distinguer. Exemple : urbs, urbis, f. (ville)

### 4edéclinaison (-us)
- Noms presque uniquement masculins et féminins
  - Modèle : manus, manūs, f (main)
- Noms neutres
  - Modèle : cornu, cornūs, n (corne)
- Un mot irrégulier (dont certaines formes hésitent entre la 2e déclinaison et la 4e déclinaison)
  - domus, domūs, f (maison)

| Nombre    | Cas       | manus   | cornu    | domus   |
| --------- | --------- | ------- | -------- | ------- |
| Singulier | Nominatif | manus   | cornu    | domus   |
| Singulier | Vocatif   | manus   | cornu    | domus   |
| Singulier | Accusatif | manum   | cornu    | domum   |
| Singulier | Génitif   | manūs   | cornūs   | domūs   |
| Singulier | Datif     | manuī   | cornuī   | domuī   |
| Singulier | Ablatif   | manū    | cornū    | domō    |
| Pluriel   | Nominatif | manūs   | cornua   | domūs   |
| Pluriel   | Vocatif   | manūs   | cornua   | domūs   |
| Pluriel   | Accusatif | manūs   | cornua   | domōs   |
| Pluriel   | Génitif   | manuum  | cornuum  | domōrum |
| Pluriel   | Datif     | manibus | cornibus | domibus |
| Pluriel   | Ablatif   | manibus | cornibus | domibus |

Exemples :
- Manū militari = Par la main militaire (par la force armée) : 
  - complément d'agent + ablatif
  - militaris, militaris, militare = militaire

Remarques :
- Les datif et ablatif pluriels étaient à l'origine en -ubus. Forme conservée par quelques mots, comme acus (aiguille), arcus (arc), lacus (lac), quercus (chêne), specus (grotte), artus (articulation), tribus (tribu), partus (enfantement) et parfois portus (port).
- Le datif singulier est dans quelques rares exemples en -ū (manū, cornū).
- domus (4e déclinaison) possède un locatif singulier : domī. Au datif singulier, la forme domō est rare.

### 5edéclinaison (-eī)
C'est la déclinaison la moins fréquente.
- Noms féminins ; sauf dies (jour), masculin sauf dans son sens de date fixée où il est féminin, et son dérivé meridies (midi), masculin également
  - Modèle : rēs, reī, f. (chose)

|           | rēs, reī, f. |         |
| Cas       | Singulier    | Pluriel |
| Nominatif | rēs          | rēs     |
| Vocatif   | rēs          | rēs     |
| Accusatif | rem          | rēs     |
| Génitif   | reī          | rērum   |
| Datif     | reī          | rēbus   |
| Ablatif   | rē           | rēbus   |

Exemples :
- - Carpe diem = Cueille le jour. : 
    - dies, diei, m. = jour

  - Ante meridiem (a.m.) = Avant midi
    - ante (+ accusatif) =  avant
    - meridies, meridiei, f. = midi

  - Post meridiem (p.m.) = Après midi
    - post (+ accusatif) =  après

## Déclinaison des adjectifs

### 1reclasse
Les adjectifs de la 1re classe se forment avec les désinences des 1re et 2e déclinaisons.
- Modèle bonus, bona, bonum (bon) : se décline comme dominus au masculin, rosa au féminin, templum au neutre
- Modèle miser, misera, miserum (malheureux) : se décline comme puer au masculin, rosa au féminin, templum au neutre
- Modèle pulcher, pulchra, pulchrum (beau) : se décline comme ager au masculin, rosa au féminin, templum au neutre

| Modèle    | Modèle | bonus, bona, bonum | bonus, bona, bonum | bonus, bona, bonum | miser, misera, miserum | miser, misera, miserum | miser, misera, miserum | pulcher, pulchra, pulchrum | pulcher, pulchra, pulchrum | pulcher, pulchra, pulchrum |
| Nombre    | Cas    | M                  | F                  | N                  | M                      | F                      | N                      | M                          | F                          | N                          |
| --------- | ------ | ------------------ | ------------------ | ------------------ | ---------------------- | ---------------------- | ---------------------- | -------------------------- | -------------------------- | -------------------------- |
| Singulier | Nom    | bonus              | bona               | bonum              | miser                  | misera                 | miserum                | pulcher                    | pulchra                    | pulchrum                   |
| Singulier | Voc    | bone               | bona               | bonum              | miser                  | misera                 | miserum                | pulcher                    | pulchra                    | pulchrum                   |
| Singulier | Acc    | bonum              | bonam              | bonum              | miserum                | miseram                | miserum                | pulchrum                   | pulchram                   | pulchrum                   |
| Singulier | Gén    | bonī               | bonae              | bonī               | miserī                 | miserae                | miserī                 | pulchrī                    | pulchrae                   | pulchrī                    |
| Singulier | Dat    | bonō               | bonae              | bonō               | miserō                 | miserae                | miserō                 | pulchrō                    | pulchrae                   | pulchrō                    |
| Singulier | Abl    | bonō               | bonā               | bonō               | miserō                 | miserā                 | miserō                 | pulchrō                    | pulchrā                    | pulchrō                    |
| Pluriel   | Nom    | bonī               | bonae              | bona               | miserī                 | miserae                | misera                 | pulchrī                    | pulchrae                   | pulchra                    |
| Pluriel   | Voc    | bonī               | bonae              | bona               | miserī                 | miserae                | misera                 | pulchrī                    | pulchrae                   | pulchra                    |
| Pluriel   | Acc    | bonōs              | bonās              | bona               | miserōs                | miserās                | misera                 | pulchrōs                   | pulchrās                   | pulchra                    |
| Pluriel   | Gén    | bonōrum            | bonārum            | bonōrum            | miserōrum              | miserārum              | miserōrum              | pulchrōrum                 | pulchrārum                 | pulchrōrum                 |
| Pluriel   | Dat    | bonīs              | bonīs              | bonīs              | miserīs                | miserīs                | miserīs                | pulchrīs                   | pulchrīs                   | pulchrīs                   |
| Pluriel   | Abl    | bonīs              | bonīs              | bonīs              | miserīs                | miserīs                | miserīs                | pulchrīs                   | pulchrīs                   | pulchrīs                   |

### 2eclasse
Les adjectifs de la 2e classe se forment avec les désinences de la 3e déclinaison. De même que dans celle-ci, le vocatif singulier est toujours identique au nominatif singulier, pour un genre donné, tous les autres cas se construisent sur le radical du génitif singulier.
- Modèle ācer, ācris, ācre (aigu), génitif ācris : adjectifs parisyllabiques, se déclinent comme cīvis au masculin et au féminin (hormis l'ablatif singulier, toujours en -ī), et comme mare au neutre.
- Modèle fortis, forte (fort) (masculin et féminin identiques), génitif fortis : adjectifs parisyllabiques, se déclinent comme cīvis au masculin/féminin (hormis l'ablatif singulier, toujours en -ī), comme mare au neutre.
- Modèle prūdens (prudent) (identique aux 3 genres au singulier), génitif prūdentis : adjectifs faux imparisyllabiques, se déclinent comme urbs au masculin/féminin, comme animal au neutre.
- Modèle audāx (audacieux) (identique aux 3 genres au singulier), génitif audācis : modèle presque semblable à prūdens (cf remarques sur l'ablatif singulier en bas du tableau), s'applique à tous les adjectifs en -āx, -ōx ou -īx.
- Modèle vetus (vieux) (identique aux 3 genres au singulier), génitif veteris : adjectifs imparisyllabiques (peu nombreux- on compte aussi dives et pauper), se déclinent comme cōnsul au masculin/féminin, comme corpus au neutre.

| Modèles   | Modèles | ācer, ācris, ācre | ācer, ācris, ācre | ācer, ācris, ācre | fortis, forte | fortis, forte | prūdens              | prūdens     | audāx     | audāx     | vetus     | vetus     |
| Nombre    | Cas     | M                 | F                 | N                 | M/F           | N             | M/F                  | N           | M/F       | N         | M/F       | N         |
| --------- | ------- | ----------------- | ----------------- | ----------------- | ------------- | ------------- | -------------------- | ----------- | --------- | --------- | --------- | --------- |
| Singulier | Nom     | ācer              | ācris             | ācre              | fortis        | forte         | prūdens              | prūdens     | audāx     | audāx     | vetus     | vetus     |
| Singulier | Voc     | ācer              | ācris             | ācre              | fortis        | forte         | prūdens              | prūdens     | audāx     | audāx     | vetus     | vetus     |
| Singulier | Acc     | ācrem             | ācrem             | ācre              | fortem        | forte         | prūdentem            | prūdens     | audācem   | audāx     | veterem   | vetus     |
| Singulier | Gén     | ācris             | ācris             | ācris             | fortis        | fortis        | prūdentis            | prūdentis   | audācis   | audācis   | veteris   | veteris   |
| Singulier | Dat     | ācrī              | ācrī              | ācrī              | fortī         | fortī         | prūdentī             | prūdentī    | audācī    | audācī    | veterī    | veterī    |
| Singulier | Abl     | ācrī              | ācrī              | ācrī              | fortī         | fortī         | prūdente ou prūdentī | prūdentī    | audācī    | audācī    | vetere    | vetere    |
| Pluriel   | Nom     | ācrēs             | ācrēs             | ācria             | fortēs        | fortia        | prūdentēs            | prūdentia   | audācēs   | audācia   | veterēs   | vetera    |
| Pluriel   | Voc     | ācrēs             | ācrēs             | ācria             | fortēs        | fortia        | prūdentēs            | prūdentia   | audācēs   | audācia   | veterēs   | vetera    |
| Pluriel   | Acc     | ācrēs             | ācrēs             | ācria             | fortēs        | fortia        | prūdentēs            | prūdentia   | audācēs   | audācia   | veteres   | vetera    |
| Pluriel   | Gén     | ācrium            | ācrium            | ācrium            | fortium       | fortium       | prūdentium           | prūdentium  | audācium  | audācium  | veterum   | veterum   |
| Pluriel   | Dat     | ācribus           | ācribus           | ācribus           | fortibus      | fortibus      | prūdentibus          | prūdentibus | audācibus | audācibus | veteribus | veteribus |
| Pluriel   | Abl     | ācribus           | ācribus           | ācribus           | fortibus      | fortibus      | prūdentibus          | prūdentibus | audācibus | audācibus | veteribus | veteribus |

Remarques :
- Les adjectifs en -is comme fortis peuvent faire l'accusatif pluriel masculin ou féminin en -īs au lieu de -ēs.
- L'ablatif singulier masculin ou féminin des parisyllabiques et faux imparisyllabiques est en -ī au masculin et au féminin, et non en -e comme les modèles correspondant de la 3e déclinaison (sauf le modèle prūdens (voir plus bas), et cinq adjectifs : vetus, veteris, dives, divites, pauper, pauperis, princeps, principis, exul, exulis, qui possèdent la terminaison e).
- Les participes présents actifs suivent le modèle prūdens, mais leur ablatif singulier est -e concernant un agent animé, i concernant une chose.

## Déclinaison des pronoms et adjectifs pronominaux
Les pronoms personnels ont une déclinaison qui leur est propre. Les autres pronoms adjectifs suivent une déclinaison appelée pronominale qui a le génitif singulier en -ius et le datif singulier en -ī.